# Indépendantisme groenlandais
L'indépendantisme groenlandais est un courant politique qui revendique un Groenland indépendant du Danemark. Il est apparu dans les années 1960 et est désormais porté par la plupart des Groenlandais et des partis politiques de l'île.

## Historique

### Histoire coloniale du Groenland

#### Colonisation du Groenland

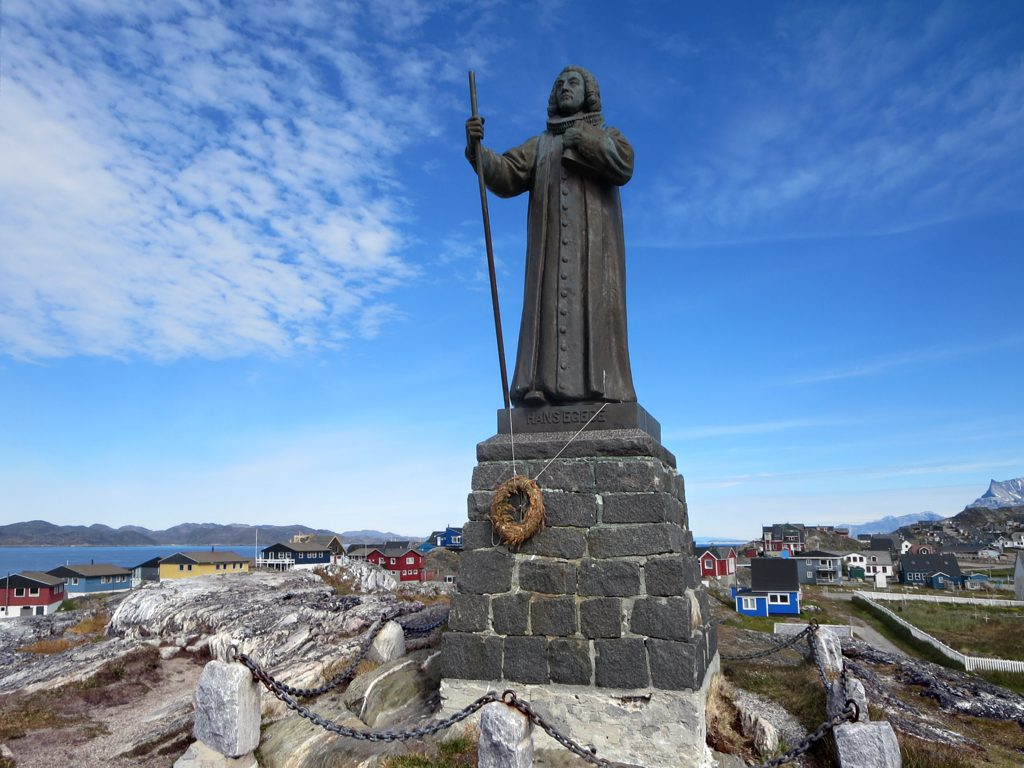
Statue de Hans Egede à Nuuk.

Après que la Norvège y a exercé une certaine influence jusqu'au XVe siècle, le Groenland est colonisé par le Royaume du Danemark au XVIIIe siècle. En 1721, le missionnaire dano-norvégien Hans Egede obtient du roi Frédéric IV du Danemark le droit d'évangéliser au protestantisme ce qu'il reste des Vikings norvégiens. Une fois sur place, Egede réalise qu'il n'en reste rien, alors il évangélise de force les autochtones Inuits, qu'il souhaite « civiliser », c'est-à-dire soumettre aux valeurs danoises.

#### Exploitation de l'île
Dans les années qui suivent, le Danemark s'intéresse au potentiel économique de l'île et y fonde des ports tels que Godthab en 1729. Les colons entreprennent un véritable pillage des ressources locales et exportent vers l'Europe peaux de phoque, graisse de baleine ou encore dents de narvals. L'expérience coloniale met à mal le peuple inuit, qui voit sa langue supplantée par le danois et ses membres cantonnées aux activités non décisionnelles. Riche en ressources minérales, le Groenland attire les convoitises américaines et norvégiennes. Les Etats-Unis proposent d'acheter l'île en 1867 et en 1946, tandis que la Norvège en revendique une partie en 1931. A chaque fois, le Danemark se montre déterminé à conserver sa colonie.

#### La modernisation des années 1950
Après la Seconde Guerre mondiale, le contexte international est très favorable à la décolonisation (affaiblissement des puissances coloniales, valeurs émancipatrices portées par les Alliés, intérêts américains et soviétiques à la décolonisation...). Afin de conserver le Groenland, Copenhague entreprend de cultiver une image de "colon responsable" et de moderniser l'île. Créée en 1948, la Commission pour le Groenland rend en rapport en 1950 faisant état de la situation délicate des autochtones qui souffrent de l'accroissement démographique et d'un changement climatique. En résultent la même année le Greenland Acts qui envisagent de concentrer la population en quelques stations principales, d'industrialiser la pêche sur la côte sud-ouest et de réformer l'économie de l'île. Le Danemark vante cette politique auprès des Nations unies qu'il a rejoint en 1946 pour faire accepter sa conservation de la colonie qui est pourtant contraire aux prescriptions de l'ONU.
En 1953, le Groenland cesse officiellement d'être une colonie même s'il en est toujours une dans les faits. Au profit d'une révision constitutionnelle, le Danemark fait de l'île un comté, et négocie en parallèle à l'ONU pour faire reconnaitre une troisième définition de la décolonisation : l'intégration (qui s'ajoute à l'indépendance et à la libre association, et qui correspond justement au nouveau statut du Groenland). Ainsi, Copenhague contourne l'incitation internationale à la décolonisation.

### Apparition du nationalisme
Dans les années 1960, certains Groenlandais qui ont fait leurs études au Danemark acquièrent pour la première fois du recul par rapport à leur île, et ils réalisent les inégalités dans le niveau de vie des Danois et des Groenlandais. Par exemple, le Greenland Civil Servants Act limite les salaires des Inuits à 85% de ceux des Danois travaillant sur l'île. Le Parti National Inuit est créé en 1964 dans une logique de protestation, mais également d'identification nationale.

### La loi d'autonomie de 1979
Les velléités indépendantistes n'éclosent réellement que lorsque le Danemark rejoint la Communauté Economique Européenne (CEE) en 1973, ce qui désavantagerait les pêcheurs groenlandais. La métropole est contrainte d'assouplir son étreinte sur son comté en adoptant une loi d'autonomie (1979) qui permet au Groenland de quitter la CEE (1985). Cette loi d'autonomie entérine la création du gouvernement groenlandais et transfère 17 domaines de compétences de Copenhague à Nuuk (éducation, fiscalité, économie, santé...)[réf. à confirmer].

### L'autonomie renforcée en 2009
Dès la création du gouvernement groenlandais, les relations entre l'île et la métropole sont au cœur de la politique groenlandaise. Ainsi est créée en 1999 une commission chargée d'étudier différents scénarios possibles pour l'émancipation du Groenland. Le scénario finalement retenu est l'autonomie renforcée. Après de nombreuses négociations avec le Danemark, le référendum sur l'autonomie du Groenland de 2008 valide ce choix. Le 12 juin 2009, le Danemark promulgue la Lov 473 om Grønlands Selvstyre reconnaissant le droit des peuples à disposer d'eux-mêmes du Groenland et prévoyant en son chapitre 8 la possibilité pour le Groenland d'organiser un référendum pour décider de cette question. De nouvelles compétences sont attribuées au Groenland, comme la police, la justice ou une partie des relations internationales. De plus, le groenlandais devient la langue officielle et les Groenlandais sont reconnus comme un peuple.

### Enthousiasme et hésitations depuis 2010
Le 27 octobre 2016, la coalition gouvernementale, composée d'Inuit Ataqatigiit, de Siumut et du Partii Naleraq, dispose d'un ministre chargé de l'indépendance. L'accord gouvernemental débute par « Le Groenland est irrévocablement en route vers l’indépendance ». Pourtant, un an auparavant et dans un contexte de chute du prix des matières premières, le nouveau premier ministre déclare que la question n'était pas à l'ordre du jour, mais appartient aux générations futures, rompant avec les déclarations de son prédécesseur, qui en janvier 2014 déclare que l'indépendance est « naturelle ».
Durant les Jeux d'hiver de l'Arctique de 2016, qui se sont tenus à Nuuk, le président du parlement Lars-Emil Johansen déclare que « ces partenariats avec les Jeux d'hiver de l'Arctique font partie de notre exercice vers l'indépendance ».
En 2017, une commission est chargée de travailler à la rédaction de la constitution groenlandaise, qui serait la première de l'île et qui marquerait un pas important vers l'indépendance. L'objectif était de produire un texte pour 2021, à l'occasion du trois-centième anniversaire de la colonisation du Groenland, mais la crise sanitaire du Covid-19 a interrompu le travail constituant pendant plusieurs mois.

## Nationalisme groenlandais

Drapeau du Groenland depuis 1985.

Le nationalisme groenlandais apparaît en même temps que l'indépendantisme, lorsque des étudiants revenus du Danemark réalisent la place du Groenland dans le monde et les injustices subies par rapport à la métropole. Il se donne à voir dans ses débuts dans le Parti national Inuit, créé en 1964 et dissout quelques années plus tard, qui revendique la reconnaissance du peuple groenlandais. Lorsque l'île devient autonome en 1979, les villes changent leurs noms danois en noms autochtones, comme Godthab qui devient Nuuk. En 1985, le drapeau danois est remplacé par le drapeau actuel, appelé Erfalasorput (« Notre drapeau »). L'autonomie renforcée de 2009 fait du groenlandais la langue officielle et reconnait le peuple groenlandais,.

## Perspectives d'indépendance

### L'enjeu économique

#### Dépendance économique
L'accord trouvé en 2009 prévoit que le Danemark subventionne le Groenland à hauteur de 483 millions d'euros par an, ce qui correspond à 60% du budget de l'île et près d'un quart de son PIB. Dans ces conditions, l'indépendance semble inenvisageable sans que des ressources alternatives ne soient trouvées. L'économie d'un Groenland indépendant pourrait reposer sur l'extraction des matières premières, l'île disposant d'importants gisements de minerais ou de pétrole, ce qui n'est pas sans poser des questions d'ordre environnemental,.

#### Pêche
La pêche est actuellement le secteur phare de l'économie groenlandaise, il constitue à cet égard 90% des exportations de l'île. Augmenter les quotas de pêche est une solution selon certains pour améliorer les revenus de l'île, tandis que d'autres critiques le caractère incertain de la pêche, ainsi que la nécessité de diversifier les ressources. Par ailleurs, le réchauffement a modifié les habitudes migratoires de certaines espèces, ce qui rend les eaux groenlandaises actuellement plus riches.

#### Extractions minières
C'est le secteur d'avenir du Groenland, puisqu'il est propriétaire depuis 2009 de son sous-sol qui est riches en matières précieuses ou utiles. Le néodyme, le praséodyme, le dysprosium ou le terbium sont autant de ressources à exploiter. Néanmoins, le secteur minier s'expose au refus de certains d'abîmer la nature groenlandaises, ainsi qu'à des obstacles plus pragmatiques : en l'absence totale d'infrastructure, comment exploiter des sols difficiles d'accès, étant donné le froid et l'éloignement aux villes ? Un bon exemple de ces difficultés est l'échec d'Ironbark Zinc Limited, une firme australienne qui a obtenu en 2016 le droit d'exploiter la plus grande réserve vierge de zinc au monde. Situé à des centaines de kilomètres de toute habitation, cerné par les glaces et dépourvu de toute infrastructure, le projet est finalement impossible à réaliser, d'autant plus que, se trouvant au cœur de la plus grande réserve naturelle du monde, il suscite de vives contestations.
Toutefois, une première mine de rubis a été ouverte en 2017 dans le sud-ouest du Groenland.

#### Tourisme
En hausse depuis quelques années, le tourisme est également porteur d'espoirs pour l'économie groenlandaise. Il n'est pourtant pas encore très développé : le manque de lits d'hôtel et l'éloignement aux autres pays en limite l'accès aux riches Nord-Américains et Scandinaves. Dans certaines localités, comme Kulusuk, profitent du tourisme pour diversifier leurs activités, notamment à la belle saison. Plusieurs projets de patrimonialisation ont été réalisés au XXIe siècle pour accueillir les touristes.
Le Groenland accueillait en 2019 85 000 touristes.

### Insuffisance des institutions groenlandaises
L'élite groenlandaise est très insuffisante : médecins, juristes, chercheurs et autres diplômés ne sont pas suffisamment nombreux pour mener à bien un Etat indépendant. De plus, le réseau de transport est très limité, à cause notamment des glaciers et de la taille du territoire. Aucune ville n'étant reliée à une autre par une route, les compétences régaliennes semblent difficiles à assumer pour Nuuk.

### Désaccord entre les partis groenlandais
Les partis politiques groenlandais ne sont pas d'accord sur le principe même de l'indépendance, mais surtout sur le comment et le quand de celle-ci. Le parti Siumut, l'un des deux partis principaux, défend une indépendance tardive. Son leader, Kim Kielsen, a ainsi déclaré que ni les enfants ni les petits-enfants groenlandais ne connaîtraient l'indépendance. Vittus Qujaukitsoq (Nunatta Qitornai), au contraire, affirme que l'île peut se passer des subventions danoises et s'autonomiser dès à présent,.
Les partis groenlandais peuvent être classés en trois catégories : la social-démocratie est apparue dans les années 1970 (Siumut créé en 1977) et défend un indépendantisme collaborant avec le Danemark. Les unionistes, qui prônent le maintien du Groenland dans le Royaume du Danemark, sont nés en réaction dans la foulée (Partii Atassut fondé en 1978). Ils sont actuellement représentés par les Démocrates et Atassut. Enfin, une troisième branche est apparue plus récemment, elle revendique un indépendantisme radical et rapide, à travers le parti Nunatta Qitornai par exemple.

### Relations internationales

#### Relations avec l'Union européenne
Tout comme pour l'Écosse,, le désir d'indépendance n'est pas accompagné par un souci de quitter l'Union européenne mais par un désir de continuer voire de renforcer les relations, en matière d'économie et de commerce, notamment de matières premières.
Cette situation tranche avec le retrait du territoire de la Communauté économique européenne le 1er février 1985 à la suite de l'autonomie de 1979 à la suite des désaccords sur le contrôle sur ses eaux territoriales.

#### Les convoitises des autres pays
La position géographique de l'île et ses ressources que le réchauffement climatique rend de plus en plus accessibles et nombreuses, ajoutés à sa faiblesse économique, institutionnelle et démographique, font du Groenland un terre convoitée par plusieurs pays.
Les Etats-Unis ont intégré depuis longtemps la Terre Verte dans le champ d'action de la doctrine Monroe, et ont commencé à investir au Groenland pendant la Seconde Guerre mondiale, en construisant dix-huit aéroports ainsi que la base aérienne de Thulé. Ils souhaitent aujourd'hui réaffirmer leur engagement au Groenland, par exemple en offrant 11 millions de dollars ou en construisant un consulat américain à Nuuk en 2020. La même année, Donald Trump a proposé de racheter l'île aux Danois, qui ont refusé, comme en 1946,.
La Chine, qui entreprend une politique ambitieuse dans l'Arctique, tente de s'impliquer au Groenland. Elle a par exemple financé la construction de nouveaux aéroports et a repris des licences d'extractions minières. En 2016, Copenhague a rejeté l'offre de rachat d'anciennes bases militaires faite par Pékin. Cette offre est d'ailleurs à l'origine du regain d'intérêts des Etats-Unis, qui n'acceptent pas l'influence chinoise dans la zone d'influence américaine. Le Japon et la Corée du Sud ont également envoyé des émissaires à Nuuk pour manifester leur intérêt pour le Groenland,.
Les convoitises étrangères sont à la fois une solution et un problème potentiel pour les Groenlandais. D'un côté, les investissements aident le développement économique de l'île, rendant ainsi l'autonomie plus envisageable. De l'autre, certains observateurs craignent que ces investissements ne profitent pas tant aux autochtones qu'aux grandes puissances extractrices, et craignent que les locaux soient à nouveau relégués au second plan des activités économiques de leur propre territoire.
Quant au Danemark, malgré l'autonomie qu'il a accordé à son territoire en 1979 et en 2009, il continue de le défendre farouchement : il a refusé toutes les offres récentes, qu'elles soient américaines, chinoises ou autres. En effet, le Groenland lui assure une position centrale dans la gouvernance du grand nord, ainsi que des revenus substantiels générés par la pêche et des débouchés importants.